# Jüdischer Friedhof (Poutnov)
Koordinaten: 50° 1′ 29,9″ N, 12° 51′ 21,2″ O

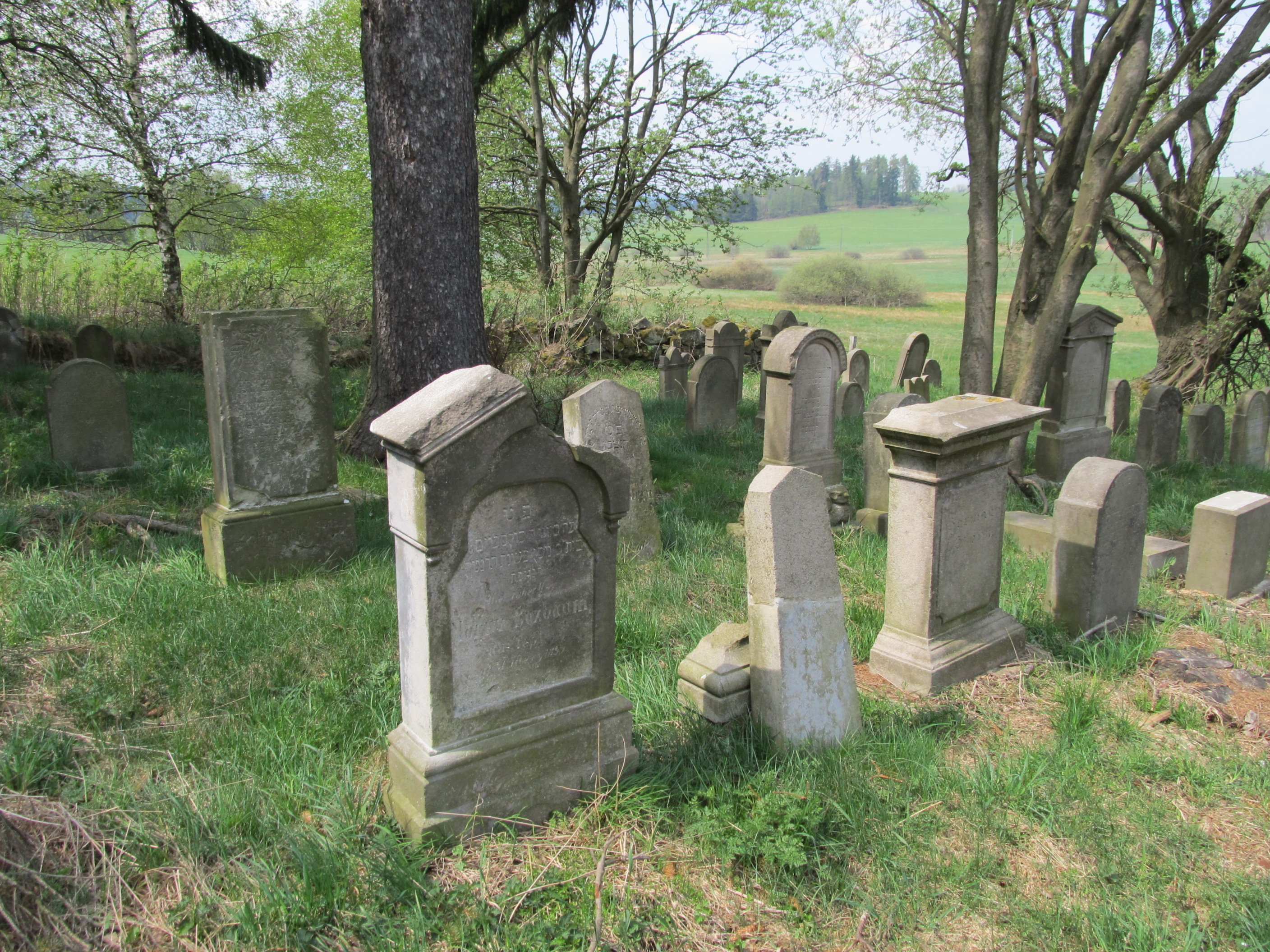
Jüdischer Friedhof in Poutnov

Der Jüdische Friedhof in Poutnov (deutsch Pauten), einem Ortsteil der Gemeinde Teplá (deutsch Tepl Stadt) im Okres Cheb, wurde im 18. Jahrhundert angelegt. Der jüdische Friedhof ist seit 1988 ein geschütztes Kulturdenkmal.
Der Friedhof ist mit einer Fläche von 324 Quadratmetern einer der kleinsten jüdischen Friedhöfe in Tschechien. Auf dem Friedhof sind noch 47 Grabsteine erhalten. Der älteste stammt aus dem 18. Jahrhundert, der jüngste aus dem Jahr 1931. Hier wurden vor allem die Toten aus den jüdischen Gemeinden in der Umgebung von Teplá bestattet.